# David Cronenberg
David Paul Cronenberg (ur. 15 marca 1943 w Toronto) – kanadyjski reżyser filmowy i telewizyjny, scenarzysta, okazjonalnie aktor. Jeden z głównych twórców tego, co jest powszechnie znane jako body horror. Realizował filmy, które wykorzystywały elementy horroru i  fantastycznonaukowe, aby ukazać niepokojące skrzyżowania między technologią, ludzkim ciałem i podświadomym pragnieniem.

## Życiorys
Urodził się w Toronto w rodzinie pochodzenia żydowskiego jako syn Esther (z domu Sumberg), muzyczki, i Miltona Cronenberga, pisarza i redaktora. Wszyscy jego dziadkowie pochodzili z Litwy. W 1967 ukończył University of Toronto z tytułem licencjata z języka angielskiego. Już jako student zafascynował się filmowaniem i w latach 1966-1970 stworzył kilka eksperymentalnych filmów krótko- i pełnometrażowych.
Po zrealizowaniu dwóch undergroundowych filmów krótkometrażowych 16 mm – komedii Transfer (1966) i komedii fantastycznonaukowej Głosy z odpływu (From the Drain, 1967) – wyreżyserował pierwszy film fabularny Stereo (1969). Następnie wyjechał do Francji, gdzie wyreżyserował materiał dla telewizji kanadyjskiej, Jim Ritchie – rzeźbiarz (Jim Ritchie Sculptor, 1971), List od Michała Anioła (Letter from Michelangelo, 1971), Tourettes (1971), Don Valley (1972), Fort York (1972), Lakeshore (1972), Zimowy ogród (Winter Garden, 1972), Przekręt w Scarborough (Scarborough Bluffs, 1972) i W brudzie (In the Dirt, 1972) oraz pojedyncze odcinki serii CBC/Radio-Canada Programme X (1972) i Peep Show (1975). Na Katalońskim Festiwalu w Sitges zdobył Medal Sitgesa dla najlepszego reżysera fantastycznonaukowego filmu grozy Dreszcze (1975) przyniósł mu i najlepszego scenarzysty filmu Wściekłość (Rabid, 1977) oraz Nagrodę Międzynarodowego Jury Krytyków – Wyróżnienie Specjalne za Pomiot (The Brood, 1979) z Oliverem Reedem. Następnie zrealizował dramat sportowy Szybka banda (Fast Company, 1979) z Williamem Smithem i Johnem Saxonem. Za film Skanerzy (Scanners, 1981) z Jennifer O’Neill i Michaelem Ironside odebrał Międzynarodową Nagrodę Filmu Fantastycznego na Fantasporto. Z kolei Wideodrom (Videodrome, 1983) z Jamesem Woodsem i Nierozłączni (Dead Ringers, 1988) z Jeremym Ironsem przyniosły mu nagrody Kanadyjskiej Akademii Filmowej i Telewizyjnej. Jego kolejna realizacja Martwa strefa (The Dead Zone, 1983) z Christopherem Walkenem została uhonorowana Nagrodą Saturna w kategorii najlepszy horror i sprawiła, iż stał się rozpoznawalny w środowisku filmowym. Jednak prawdziwym przełomem okazała się dopiero Mucha (1986) z Jeffem Goldblumem w roli głównej. Film odniósł wielki sukces kasowy, zdobył Oscara za najlepszą charakteryzację i fryzury, a Cronenberg wreszcie mógł kręcić w pełni autorskie filmy.
Jest reżyserem wzbudzającym przeciwstawne emocje. Zarzucano mu zamiłowanie do kiczu, nadmierne prowokowanie widzów, ocieranie się o pornografię. Nie można jednak odmówić mu ani talentu, ani artystycznej odwagi. Równie ważna jak treść, jest dla niego forma przekazu. Cronenberg dba o szokującą, ale i wysmakowaną plastycznie, oprawę wizualną swoich filmów − z reguły przypominającą bardziej senny koszmar niż tradycyjny utwór filmowy.
Do najbardziej kontrowersyjnych jego dzieł należy Nagi lunch (1991) – swobodna adaptacja, opublikowanej pod tym samym tytułem, powieści amerykańskiego pisarza Williama S. Burroughsa.
Przewodniczył jury konkursu głównego na 52. MFF w Cannes (1999).
Podczas 75. MFF w Wenecji w 2018 nagrodzony został Honorowym Złotym Lwem za całokształt twórczości. Poza tym został odznaczony tytułem Oficera i Towarzysza Orderu Kanady oraz Medalem Diamentowego Jubileuszu Królowej Elżbiety II.
Ojciec Brandona Cronenberga, który również jest reżyserem.

## Reżyseria (wybór)
- Stereo (1969)
- Zbrodnie przyszłości (1970)
- Dreszcze (Shivers 1975)
- Wściekłość (Rabid, 1977)
- Potomstwo (The Brood, 1979)
- Skanerzy (Scanners, 1981)
- Martwa strefa (The Dead Zone, 1983)
- Wideodrom (Videodrome, 1983)
- Mucha (The Fly, 1986)
- Nierozłączni (Dead Ringers, 1988)
- Nagi lunch (Naked lunch, 1991)
- M. Butterfly (1993)
- Crash: Niebezpieczne pożądanie (Crash, 1996)
- eXistenZ (1999)
- Pająk (Spider, 2002)
- Historia przemocy (A History of Violence, 2005)
- Wschodnie obietnice (Eastern Promises, 2007)
- Niebezpieczna metoda (A Dangerous Method, 2011)
- Cosmopolis (2012)
- Mapy gwiazd (Maps to the Stars, 2014)

## Nagrody
- Nagroda na MFF w Cannes 1996: Crash: Niebezpieczne pożądanie Nagroda Specjalna Jury
- Nagroda na MFF w Berlinie 1999: Srebrny Niedźwiedź za eXistenZ
- Nagroda na MFF w Wenecji 2018: Honorowy Złoty Lew za całokształt twórczości